# Peperomia subrubrispica
Peperomia subrubrispica är en pepparväxtart som beskrevs av C. Dc.. Peperomia subrubrispica ingår i släktet peperomior, och familjen pepparväxter. Inga underarter finns listade i Catalogue of Life.